# Hartmann Schedel
Hartmann Schedel (Norimberga, 13 febbraio 1440 – 28 novembre 1514) è stato un medico, storico e umanista tedesco, uno dei primi cartografi ad utilizzare la tecnica della stampa.

Schedel è noto soprattutto per aver scritto quella che è considerata la sua opera più importante, le Cronache di Norimberga, conosciute anche come Liber chronicarum  o Schedelsche Weltchronik, pubblicate nel 1493 a Norimberga e commissionate probabilmente dal tipografo ed editore Anton Koberger . L'opera contiene oltre 1800 xilografie , che sono tra le prime illustrazioni di molte grandi città, opera di Michael Wolgemut (o Wohlgemut) . I colori furono aggiunti alle incisioni in un momento successivo alla stampa.
Si tratta di una storia universale che parte da Adamo e giunge sino al presente. Lo spirito dell'opera, eminentemente religioso, porta Schedel a concepire l'evoluzione della storia umana « come la somma di innumerevoli pellegrinaggi che attraversano questa valle di lacrime diretti verso la Gerusalemme celeste ». Alla fine, l'autore espone una serie di considerazioni sulla brevità della vita. L'ultima xilografia mostra Cristo giudice assiso su un arcobaleno: dal suo orecchio destro spunta un giglio, simbolo delle anime salvate rappresentate più in basso e condotte in paradiso dagli angeli, mentre dall'orecchio sinistro emerge una spada, emblema dei dannati che i demoni spingono verso l'inferno.
Altra sua opera di rilievo è il Liber de antiquitatibus. Schedel fu anche un celebre collezionista di manoscritti, opere d'arte e stampe di grandi autori; fu allievo di Mattiolo Mattioli.

## Galleria d'immagini

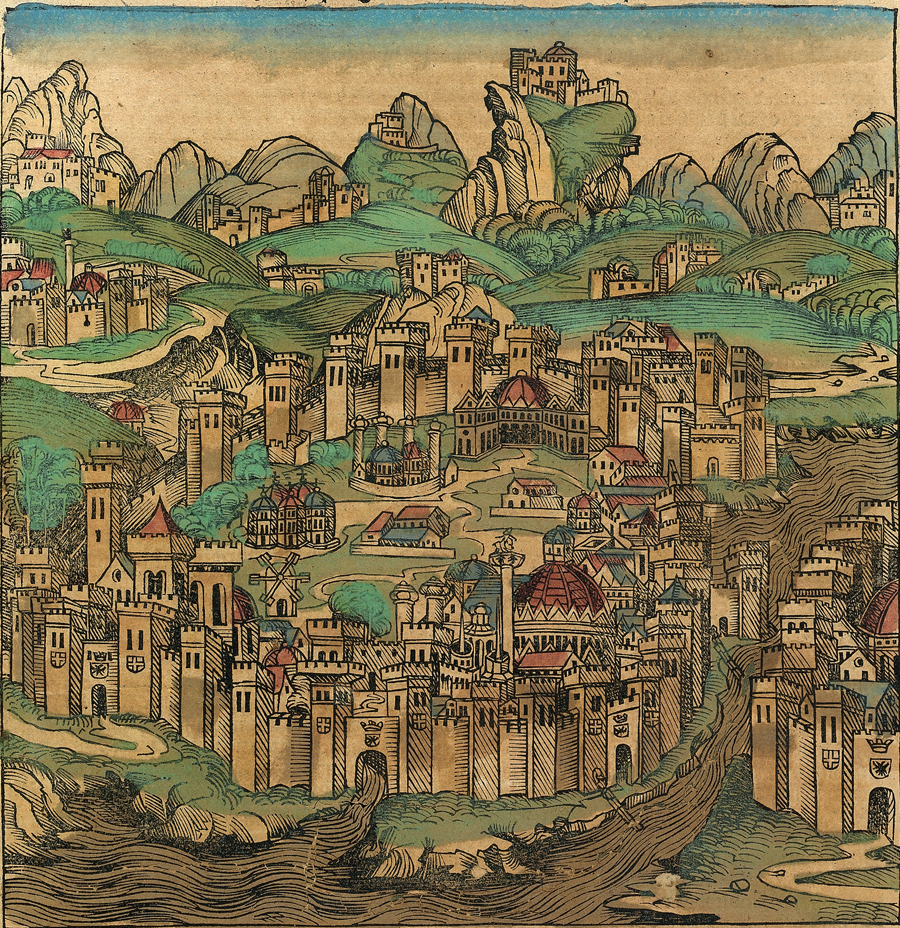
Costantinopoli
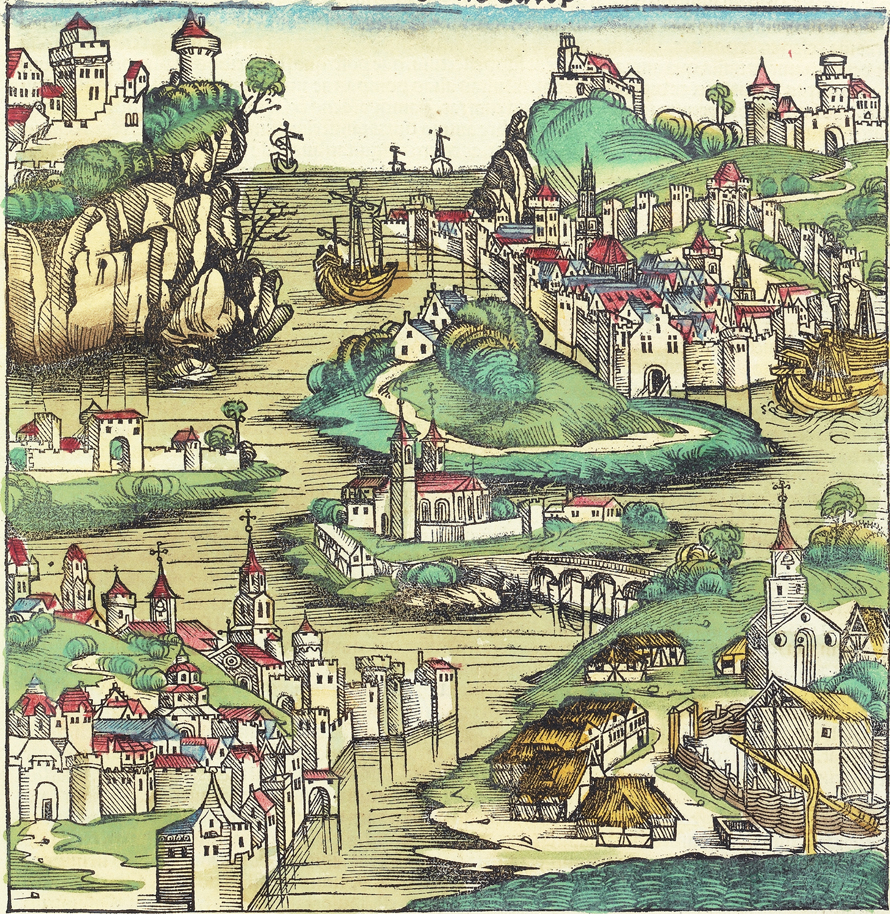
Sarmazia
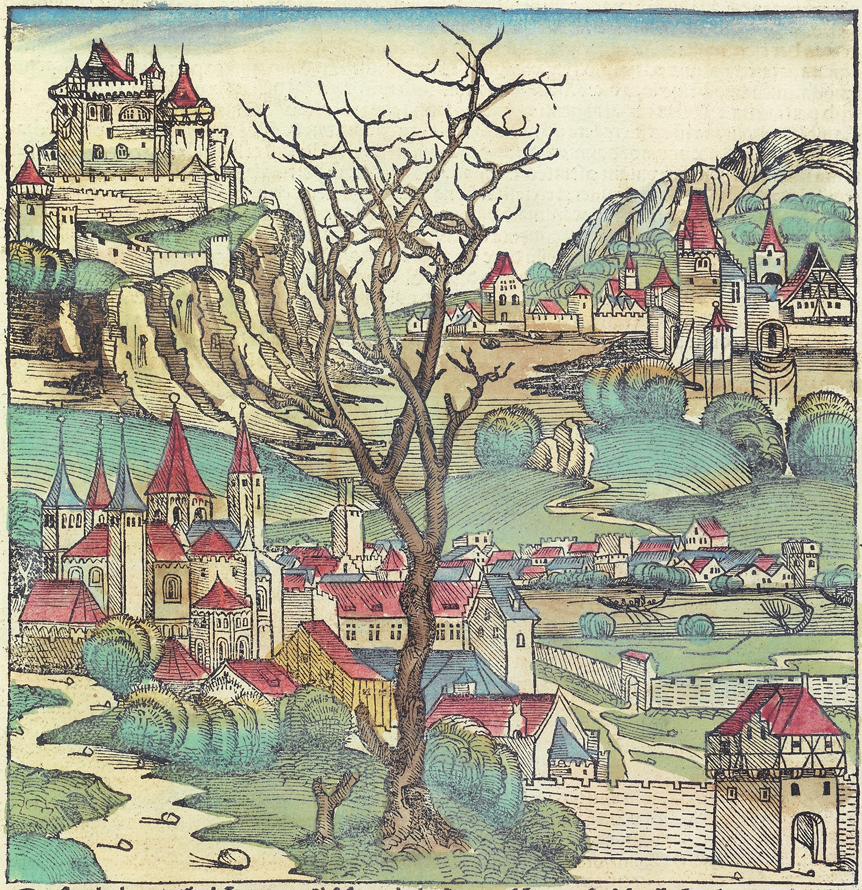
Tracia
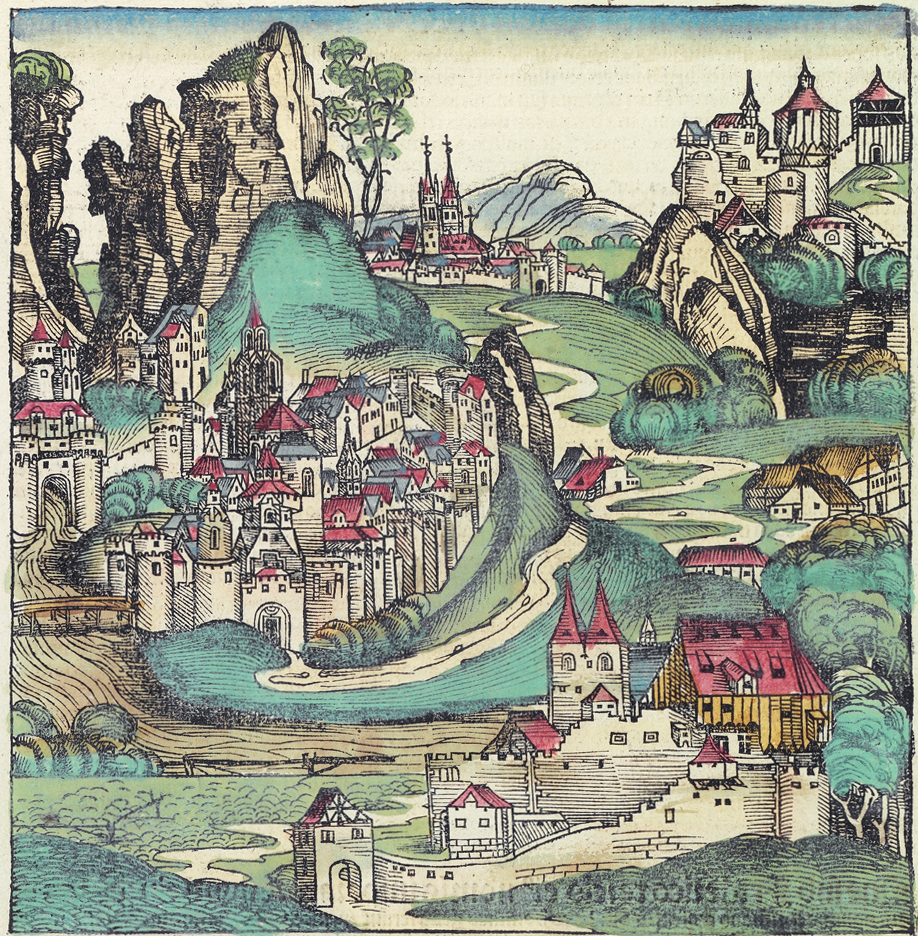
Ungheria